# Довгоп'яти
Довгоп'яти (Tarsiiformes) — група дрібних приматів, що мешкає у тропічних лісах Південно-Західної Азії. Довгоп'яти виникли в еоцені 45 млн років тому. Були поширені в Європі, Азії, Північній Африці та Північній Америці. До наших днів дожило десяток видів, що поширені на островах Індонезії та в Індокитаї.

## Класифікація
- Ряд Primates
  - Підряд Strepsirrhini
  - Підряд Haplorrhini
    - Інфраряд Simiiformes
    - Інфраряд Tarsiiformes
      - Родина †Omomyidae
      - Родина Tarsiidae
        - Рід †Afrotarsius
        - Рід †Xanthorhysis
        - Рід Tarsius
        - Рід Cephalopachus
        - Рід Carlito[3]